# X-COM: Interceptor
X-COM: Interceptor es videojuego de simulación espacial creado por Microprose Software. Es el cuarto videojuego de la serie X-COM, pero el tercero en la cronología.